# Hiroo (métro de Tokyo)
Hiroo (広尾駅, Hiroo-eki)  est une station du métro de Tokyo située sur la Ligne Hibiya dans l'arrondissement de Minato à Tokyo. Elle est exploitée par la compagnie Tokyo Metro.

## Situation sur le réseau
Hiroo est située sur la ligne Hibiya, entre les stations Ebisu et Roppongi.

## Histoire
La station a été inaugurée le 25 mars 1964 sur la ligne Hibiya. 

## Services aux voyageurs

### Accès et accueil
La station est ouverte tous les jours.
En moyenne en 2017, 63 049 voyageurs ont fréquenté quotidiennement la station .

### Desserte
- Ligne Hibiya
  - voie 1 : direction Naka-Meguro
  - voie 2 : direction Kita-Senju (interconnexion avec la ligne Tōbu Skytree pour Kuki et Minami-Kurihashi)

## A proximité
- Parc mémorial d'Arisugawa-no-miya
- Tokyo Metropolitan Central Library